# Eva Vanicek
Eva Vanicek, nome d'arte di Eva Vanicseki (Verona, 17 maggio 1937 – Roma, 13 gennaio 2020), è stata un'attrice italiana.

## Biografia
Italiana di nascita, ma di origini ungheresi (il padre János Vanicsek di professione calciatore, si era trasferito in Italia per allenare), appena adolescente si sottopone a dei provini dopo i quali viene scelta dal regista Léonide Moguy, per una piccola parte nel film Domani è troppo tardi, del 1950, con il quale inizia una lunga e discontinua carriera nel mondo del cinema.
Nel 1956 approda anche in televisione, per recitare in commedie e sceneggiati prodotti dalla Rai, venendo diretta da registi quali Guglielmo Morandi, Gianni Serra e Giorgio Capitani.
Dopo un periodo lontano dalle scene a partire dagli anni novanta riprende a lavorare con piccoli ruoli in diverse produzioni televisive.
È stata sposata con l'attore Diego Michelotti sino alla morte di lui.

## Filmografia
- Domani è troppo tardi, regia di Léonide Moguy (1950)
- Cento piccole mamme, regia di Giulio Morelli (1952)
- Roma ore 11, regia di Giuseppe De Santis (1952)
- La presidentessa, regia di Pietro Germi (1952)
- Totò e i re di Roma, regia di Steno e Mario Monicelli (1952)
- Agenzia matrimoniale, regia di Giorgio Pàstina (1952)
- Fanciulle di lusso, regia di Bernard Vorhaus (1953)
- Condannata senza colpa, regia di Luigi Latini De Marchi (1953)
- Cronache di poveri amanti, regia di Carlo Lizzani (1954)
- Il seduttore, regia di Franco Rossi (1954)
- Bertoldo, Bertoldino e Cacasenno, regia di Mario Amendola e Ruggero Maccari (1954)
- Il fuoco nelle vene (La chair et le diable), regia di Jean Josipovici (1954)
- Io sono la primula rossa, regia di Giorgio Simonelli (1954)
- La moglie è uguale per tutti, regia di Giorgio Simonelli (1955)
- Suor Maria, regia di Luigi Capuano (1955)
- Scapricciatiello, regia di Luigi Capuano (1955)
- Moglie e buoi..., regia di Leonardo De Mitri (1956)
- Il conte di Matera, regia di Luigi Capuano (1957)
- Primo applauso, regia di Pino Mercanti (1957)
- La storia di una monaca, regia di Fred Zinnemann (1959)
- Malocchio, regia di Mario Siciliano (1975)
- La linea del fiume, regia di Aldo Scavarda (1976)
- La ragazza di via Millelire, regia di Gianni Serra (1980)
- Turné, regia di Gabriele Salvatores (1990)
- Cattiva, regia di Carlo Lizzani (1991)
- Vite strozzate, regia di Ricky Tognazzi (1996)
- Caro maestro 2, regia di Rossella Izzo - miniserie TV (1997)
- L'altro mare, regia di Walter Toschi (1997)
- Leo e Beo, regia di Rossella Izzo - miniserie TV (1998)
- L'odore della notte, regia di Claudio Caligari (1998)
- Papa Giovanni - Ioannes XXIII, regia di Giorgio Capitani - miniserie TV (2002)
- Puccini, regia di Giorgio Capitani - miniserie TV (2009)

## Prosa televisiva Rai
- La sorridente signora Beudet, regia di Guglielmo Morandi, trasmessa il 7 settembre 1956.
- Dedicato a un medico, regia di Gianni Serra, trasmessa dal 20 giugno al 4 luglio 1974.